# (7876) 1991 VW3
(7876) 1991 VW3 là một tiểu hành tinh vành đai chính. Nó được phát hiện bởi Seiji Ueda và Hiroshi Kaneda ở Kushiro, Hokkaidō, Nhật Bản, ngày 11 tháng 11 năm 1991.